# 清華女子高等学校
清華女子高等学校（せいかじょしこうとうがっこう）は、『卒業』シリーズを中心に登場し、神奈川県横浜市中区に所在すると設定されている架空の高等学校。いくつかの作品にまたがって登場している。

## 概要
登場の形式としては、ゲーム・小説・アニメ・ドラマCD・実写ドラマなど、非常に幅広い。作品によっては所在地が東京都となっている作品も存在する（「卒業II」の小説版）。また、『放課後』は本来なら無関係であるが、文字表記が同一であるほか、偶然ながらも若干の共通点があるため、参考として記載する。

## 系列校
基本シリーズの主体であるI～IIIまでの作品には直接登場しないが、後のシリーズ作品や系列作品にて登場したり、その存在が語られている系列校。
清華女子中学校
基本シリーズの1つである『卒業 〜Next Graduation〜』に登場。
第1弾のヒロイン5人の娘たちが通っている学校という設定であり、同作の舞台となっている。
清華女子短期大学
系列作品である『センチメンタルグラフティ』シリーズに登場。
ドラマCDなどにおいて、同作のヒロインのうちの何人かが受験する学校という設定だが、同作の続編である『センチメンタルグラフティ2』では、この学校に進学しているヒロインは1人も居ない。
誠龍高等学校 （男子校）
基本シリーズの1つである男子版『卒業M』に登場。
『卒業M』の5人組が通っている学校という設定。
『卒業クロスワールド』のヒロインの1人として登場する横山めぐみの弟である横山龍が通っている学校という設定にもなっている。

## 卒業式
基本シリーズのエンディング映像によると、清華女子高校には制服が制定されているが、卒業式には女袴で出席することになっているという設定である。
ただし、一部の作品では制服で式典に臨む演出になっているものもある。

## 制服
清華女子高校の制服は、白い上着に特徴的な形をした黄色いリボン様のスカーフ、緑色のスカートといったセーラー服タイプの制服となっており、この設定は基本シリーズのみならず「お嬢様捜査網」や「センチメンタルグラフティ」といった関連作品においても共通した統一設定となっている。なお、系列の清華女子中学校では同じ色調・デザインの制服で、スカーフがピンク色になっている。

## 登場する作品
- 卒業シリーズ
- 聖羅VICTORY（「卒業」の番外編）
- お嬢様捜査網
- センチメンタルグラフティ
- 放課後

## モデル
「卒業シリーズ」に絡む各作品におけるモデルは、実際に神奈川県横浜市中区山手町に所在した横浜山手女子高等学校（現・中央大学附属横浜中学校・高等学校、現在は都筑区へ移転）である。
「放課後」については上述のように関連性がないので、同作におけるモデルは不明。

## 生徒
（　）内は担当声優。

### 卒業 〜Graduation〜
各キャラの苗字はコミックバンド「ザ・ドリフターズ」のメンバーに因む。
- 新井聖美（声:林理恵・鶴ひろみ）
- 加藤美夏（声:関根明子・嶋方淳子）
- 高城麗子（声:大野由佳・冬馬由美）
- 志村まみ（声:鉄砲塚葉子・金丸日向子）
- 中本静（声:久川綾）

### 卒業II 〜Neo Generation〜
各キャラの苗字はコミックバンド「ハナ肇とクレージーキャッツ」のメンバーに因む。
- 石橋美佐子（声:南場千絵子）
- 犬塚さおり（声:萩森侚子）
- シンディ桜井（声:浦和めぐみ）
- 谷由利佳（声:鈴木砂織）
- 安田舞奈（声:中島千里）

### 卒業クロスワールド
各キャラの苗字は漫才コンビ「やすしきよし」の2人に因む。
- 西川真樹（声:三田ゆう子）
- 横山めぐみ[2]（声:山崎和佳奈）

### 卒業Vacation
各キャラの苗字は漫才コンビ「てんぷくトリオ」のメンバーに因む。
- 伊東由紀恵（声:岡本麻見）
- 戸塚いずみ（声:牧島有希）
- 三波亮子（声:岡田純子）

### 卒業III 〜Wedding Bell〜
各キャラの苗字は『卒業』というタイトルの楽曲を発表した歌手・シンガーソングライターに因む。
- 尾崎恭子（声:古山あゆみ）
- 菊池希美（声:中山真奈美）
- 斉藤由加里（声:小松里賀）
- 松山三咲（声:高橋千晶）
- 渡辺和恵（声:根橋美絵子）

### センチメンタルグラフティ
星野明日香（声:岡本麻見） - 卒業IIIの5人とは一緒に登場する作品は無いが同じ3年C組のクラスメイトであるという裏設定があり「卒業III」の5人と一緒に居るシーンで描かれている公式イラストが存在する。

### お嬢様捜査網
- 綾小路公子（声:新山志保）
- 綾小路美幸（声:永島由子）
- ニーナ・キーロフ（声:笠原留美）
- 竜崎陽子（声:柳瀬なつみ）
- 周麗華（声:丹下桜）

### 卒業 〜Next Graduation〜
舞台は附属の清華女子中等部で、5人は中等部の3年B組に在籍。参考までに記載する。各キャラの苗字は第1弾の5人と同様に「ザ・ドリフターズ」のメンバーに因む。
- 新井勝美 （声:吉原ナツキ）
- 高城レイカ（声：植田佳奈）
- 加藤結夏 （声:鹿野優以）
- 中本梓 （声:鎌田梢）
- 志村もこ （声:こやまきみこ）

### 卒業 〜Graduation〜 聖羅V
- マルガリータ（声:天野由梨）

### その他の人物
- 小野亜里沙（声:野田順子）

ドラマCD『ボイスチャレンジャーVol.1 卒業編』に登場。ドラマCDに登場した人物のため、公式なキャラクターデザインは無い。
- 吉田留美（声:山口由里子）

ドラマCD『ボイスチャレンジャーVol.2 卒業II編』に登場。ドラマCDに登場した人物のため、公式なキャラクターデザインは無い。
- 加藤美幸

美夏の妹で、清華女子高校の1年次に在籍。映像媒体作品には登場せず、小説版にて清華女子高校の生徒として存在している旨が記述されているのみである。
- 尾崎恭子の妹

ゲーム『卒業III 〜Wedding Bell〜』にて清華女子高校に在学していることが語られるが、下の名前は不詳。「卒業III 〜Wedding Bell〜」に登場する清華女子高校の生徒の中では、当事者である恭子以外で主人公と恭子が結婚している事実を知る唯一の生徒である（妹本人が姉の結婚に一躍買った張本人であるため）。
以下は、『卒業I』における中本静の紹介シーンでバックに描かれたクラス割表にて表記されている3年B組の生徒。氏名が完全に判明している生徒のみ記述。
- 安藤和子
- 安藤良子
- 伊藤茂美
- 小田一江
- 天王寺早苗

### 過去の生徒
苗字は第1弾の5人と同様に「ザ・ドリフターズ」のメンバーに因む。
- 諏訪優美子（声:満仲由紀子）

現在は中等部の教師（主人公が担任を務めるクラスの副担任）として清華学園に勤務しているが、かつては高等部である清華女子高等学校の生徒だったという設定。第1作の生徒の後輩に当たる。ただし、期生についての言及は無く、第1作の生徒たちの何期後輩なのかは不明。

### 放課後
- 杉田恵子
- 高原陽子
- 北条雅美

## 教師
- 校長（声:岸野幸正）

本名は六月十三・平塚陽一・畝傍駿平など、作品によって異なるが、容姿・服装・性格・担当声優はすべて同一。
- 榛名金吾（声:千葉繁）

教頭
- 武蔵三十郎（声:古谷徹）

英語を担当
- 大和雅子（声:小山茉美）

国語を担当
- 赤城圭二郎（声:難波圭一）

数学を担当
- 竹井（声:なし）

卒業Iにおける3年B組本来の担任である女性の教師。下の名前は設定なし。
「竹井」という苗字は、卒業シリーズの開発に関わった初期のスタッフの内の一人であるアニメーターの竹井正樹の苗字から採ったものである。
- 中村拓也（声:なし）

卒業IIIにおける3年C組担任。
- 諏訪由美子（声:満仲由紀子）

中等部3年B組の副担任を担当。諏訪由美子も清華女子高校の出身という設定。